# Trycherus sexpunctatus
Trycherus sexpunctatus es una especie de coleóptero de la familia Endomychidae.

## Distribución geográfica
Habita en Guinea (África).